# 4-甲基辛酸
4-甲基辛酸是壬酸的一种同分异构体，属于支链脂肪酸（BCFA），结构简式CH3(CH2)3CH(CH3)(CH2)2COOH，是羊肉膻味的来源之一。